# Placido Spadafora
Placido Spadafora, né en 1628 à Palerme et mort dans cette même ville le 1er novembre 1691, est un prêtre jésuite et grammairien italien.

## Biographie
Né à Palerme, en 1628, il entra dans la Compagnie de Jésus et se voua de bonne heure à la carrière de l’enseignement. Appelé à diriger les classes inférieures des écoles de son ordre, il sentit la nécessité de composer des livres élémentaires. Une des difficultés de la langue italienne est l’exacte prosodie des mots dont rien ne marque la quantité, et la nuance de quelques voyelles que l’usage apprend rarement à bien prononcer. Spadafora, après avoir calculé l’utilité d’un travail sur la prosodie italienne, publia un dictionnaire, dont le but était d’indiquer, au moyen d’accents toniques, la valeur réelle de chaque syllabe. Ce livre, qui n’était adressé qu’aux élèves, fut bientôt recherché par les maîtres. Spadafora mourut au collège des jésuites, à Palerme, le 1er novembre 1691.

## Œuvres
- Patronymica græca et latina, Palerme, Agostino Bossio, 1668 (lire en ligne) ;
- Phraseologia seu lugdodædalus utriusque linguæ latinæ et romanæ, ibid., 1688, 2 vol. in-8°. Il en existe un abrégé par le P. Alberto, ibid. 1708, in-8°.
- Prosodia italiana ovvero l’arte con l’uso degli accenti nella volgar favella d’Italia, ibid., 1682, 2 vol. in-8° (vol. 1, vol. 2), 1684, seconde impression 1 vol. ([//books.google.com/books?id=N7Dc9oURntAC ]), et 1709, édition augmentée. Ce dictionnaire est suivi de trois traités sur la lettre Z, sur l’E et l’O ouverts ou fermés, ainsi que sur la bonne ou mauvaise prononciation des langues latine et italienne.
- Precetti grammaticali sopra le parti le più difficili e principali dell’orazione latina, ibid., 1691, in-8°. Spadafora préparait l’impression d’un dictionnaire sicilien et toscan, en 4 volumes, qui est resté inédit, ainsi qu’un recueil de vers et de prose.